# واکاشیما گونشیرو
واکاشیما گونشیرو (به ژاپنی: 若島 権四郎) کُشتی‌گیر سوموی اهل استان چیبا در کشور ژاپن است که بیست‌ویکمین کشتی‌گیر دارای رتبهٔ یوکوزونا محسوب می‌شود. وی در سال ۱۹۰۵ میلادی به این مرتبه ارتقا یافت و در سال ۱۹۰۷ میلادی بازنشست شد. واکاشیما گونشیرو توانست ۴ بار قهرمان (یوشو) مسابقات سومو شود.